# Sorpe (antic municipi)
|  | Aquest article és sobre l'antic municipi d'aquest nom. Per al poble, vegeu Sorpe. |

| \| ← \| 1812 — 1970 \| → \|                   |                                    |   |
| Escut d'armes                                 |                                    |   |
| Sorpe dins d'Alt Àneu                         |                                    |   |
| Període històric                              | Edat Contemporània                 |   |
| • Creació del municipi (Constitució de Cadis) | 1812                               |   |
| • 1847                                        | Incorporació de Borén i d'Isavarre |   |
| • Annexió a Alt Àneu                          | 1970                               |   |
| Altitud                                       | 1.265,8 m                          |   |
| Superfície                                    |                                    |   |
| • 1970                                        | 24,77 km2                          |   |
| • 2010                                        | 24,77 km2                          |   |
| Població                                      |                                    |   |
| • 2010                                        | 97                                 |   |
| Densitat                                      | 3,9/km²                            |   |
| ←                                             | 1812 — 1970                        | → |

L'antic municipi de Sorpe era un terme municipal de la comarca del Pallars Sobirà que va ser incorporat el 1970 al nou terme, creat en aquell moment, d'Alt Àneu, juntament amb els termes d'Isil, Son, València d'Àneu i la Mancomunitat dels Quatre Pobles.
El municipi fou creat el 1812 a partir de les disposicions de la Constitució de Cadis i es mantingué independent fins a la seva incorporació a Alt Àneu. Ara bé, el 1847 s'hi van incorporar els ajuntaments de Borén i d'Isavarre.
A més de Sorpe, Borén i Isavarre, l'antic municipi comprèn també la caseria de la Bonaigua de Baix. Aquest antic municipi està constituït en Entitat Municipal Descentralitzada (EMD), dins del municipi d'Alt Àneu, des del 1971, just després de la seva incorporació al terme d'Alt Àneu.

## Geografia

### Descripció geogràfica
L'antic municipi de Sorpe tenia una extensió de 24,77 km². Dels 217,76 que té ara el municipi complet, aquest antic municipi era el segon més petit dels que s'integraren en el terme actual d'Alt Àneu. Es tracta d'un espai estret de nord a sud i allargassat d'est a oest.

#### El perímetre de l'antic terme
Els límits de l'antic municipi de Sorpe són actualment desapareguts al nord, nord-est i sud, on limitava amb Isil, la Mancomunitat dels Quatre Pobles i València d'Àneu, però es mantenen, ara com a terme municipal d'Alt Àneu, el de ponent, amb Tredòs (ara, Naut Aran).
Comença aquesta descripció a prop al nord-oest del Port de la Bonaigua, a l'extrem occidental de l'antic terme de Sorpe, on es trobaven els termes de la Mancomunitat dels Quatre Pobles, Tredòs (ara, Naut Aran), i Sorpe.

##### Límit amb laMancomunitat dels Quatre Pobles
Uns metres al nord-oest del Port de la Bonaigua és el punt on es trobaven aquests quatre termes. Des d'ell, el termenal entre la Mancomunitat i Sorpe seguia sempre aigües avall el Riu de la Bonaigua, fins al punt on s'ha iniciat aquesta descripció, sempre en direcció est-sud-est. Gairebé tota l'estona el termenal segueix pel sud de la carretera C-28, llevat del tram en què la carretera fa una sèrie de tancats revolts, on travessa diverses vegades el riu.

##### Límit amb l'antic municipi deValència d'Àneu
Des del punt anterior, el termenal, ara amb València d'Àneu, seguia el Riu de la Bonaigua aigües avall, paral·lel a migdia de la carretera C-28, fins al Pont de Sorpe. Del costat de llevant d'aquest pont, la línia del terme pujava cap a llevant, passant pel costat est de la Borda d'Espà, que pertany a Sorpe i s'enfila per la carena cap al Serrat de Giroles. Aleshores es decanta cap al nord-est, baixant cap a la vall de la Noguera Pallares, al fons de la qual davalla, ja prop del poble d'Isavarre, al lloc de Serralta. En aquest lloc es troba el tritermenal amb València d'Àneu, Sorpe i Esterri d'Àneu.

##### Límit ambEsterri d'Àneu
Des del mesclant d'aigua de la Noguera Pallaresa amb el Barranc de Portaran, el termenal segueix cap a llevant aigües amunt d'aquest barranc, fins que rep l'afluència del Barranc de la Cometa, el qual segueix aigües amunt uns 400 metres. En aquell punt se'n separa, i seguint una carena, sempre cap a llevant, puja fins al Cap de Calbar, de 1.889,3 metres d'altitud, on es troben els termes de Sorpe (Alt Àneu), Esterri d'Àneu i Unarre, actualment la Guingueta d'Àneu.

##### Límit amb l'antic terme d'Unarre(ara,la Guingueta d'Àneu)
Des del Cap del Calbar, el termenal segueix la direcció nord-oest, passant pel Planell de la Serra (1.837,4 m. alt.) i tota la carena de la Serra Obaga, fins al Pui Redó (2.202,4) i el Cap de la Travessa (2.203,3), on es trobaven els termes municipals de Sorpe, Unarre (ara, la Guingueta d'Àneu) i Isil, actualment unit amb Sorpe.

##### Límit amb l'antic terme d'Isil
Des del Cap de la Travessa el termenal amb Isil marcava un arc cap a ponent, inflexionat cap al nord, que arribava al Tossal de la Llosa (1.965 m. alt.). En aquest lloc la línia de terme deixava la carena per baixar, per un contrafort cap a ponent, cap al fons de la vall de la Noguera Pallaresa, deixant la Devesa al nord. Arribava a la llera del riu uns 250 metres al nord de Borén i uns 500 al sud-est d'Àrreu. Ja a la dreta de la Noguera Pallaresa, s'enfilava per una careneta cap a l'oest-sud-oest, deixant al nord-oest l'Escaleta de l'Obaga, els Prats de la Mata i lo Pinetar, fins a assolir l'extrem de llevant de la serra de les Roies, al nord de la Solana de Sorpe. Tot seguit, torcia cap al nord per de seguida tornar cap a ponent, passant pel Clotinyós i el Clot de l'Alba, per tal d'adreçar-se cap al Pic del Muntanyó (2.453,9). Segueix la carena que separa les valls de la Noguera Pallaresa i del Riu de la Bonaigua, passant pel Cap de Comials (2.440,8), fins que torna a girar cap al nord-oest. Aleshores s'adreça a lo Tuc (2.202,2) i el Coll de l'Estany Pudo (2.337,3). En aquest lloc forma un arc convex cap al nord per anar a cercar el Tuc de la Cigalera (2.496,7), on gira cap al nord; passa per la Collada del Muntanyó (2.428,7), passa a ponent del Cap del Muntanyó d'Àrreu, i emprèn per la carena que, cap al nord-oest, duu al Tuc de la Llança (2.658,7) i a l'Escòrnacrabes (2.613), on es troben els termenals de Sorpe, Isil i Tredòs (ara, Naut Aran. Com es pot observar, alguns d'aquests topònims són ja occitans.

##### Límit ambTredòs(ara,Naut Aran)
Des d'aquest punt, el termenal entre Sorpe i Tredòs (ara Alt Àneu i Naut Aran) baixava cap al sud-oest, seguint la carena que separa l'Estanyet d'Escornacrabes, de la conca de la Noguera Pallaresa, al sud-est, de la Coma de Baish des Arcoïls, del vessant de la Garona. De dret per la carena, el termenal va cap al Coll dels Arcoïls, on arribaven dos remuntadors de l'Estació d'esquí Vaqueira - Beret, a 2.342 metres d'altitud, des d'on gira cap a l'oest cap al Teso dera Mina (2.412,3), on torna a girar, ara cap al sud-sud-oest, seguint una línia recta fins al punt quilomètric 46,2 de la carretera C-28, travessant-la, i arribant a uns 300 metres de la carretera, on es trobava el punt on ha començat aquesta descripció.

### Nuclis de població
| Entitat de població | Habitants (2010) |
| ------------------- | ---------------- |
| La Bonaigua         | 9                |
| Borén               | 18               |
| Isavarre            | 24               |
| Sorpe               | 46               |
| Font: Idescat       |                  |

## Història

### Edat contemporània
En el cens del 1857 Sorpe apareix amb 464 habitants i 99 cèdules personals inscrites, repartides de la manera següent: Boréu, 100 habitants i 23 cèdules; Isabarre, 145 i 28, i Sorpe, 219 i 48.
L'ajuntament de Sorpe fou creat el 1812, arran de les lleis promulgades a partir de la Constitució de Cadis i la reforma de tot l'estat que s'emprengué, i fou suprimit el 1970, amb la seva incorporació al nou municipi creat aquell any, Alt Àneu.
Alcaldes:
- Ermengol Busquets (1898)
- Ermengol Barado (1899)

### Demografia
| 1497 f | 1515 f | 1553 f | 1717 | 1787 | 1857 | 1877 | 1887 | 1900 | 1910 |
| ------ | ------ | ------ | ---- | ---- | ---- | ---- | ---- | ---- | ---- |
| -      | -      | 7      | 309  | 425  | 464  | 252  | 247  | 262  | 278  |

| 1920 | 1930 | 1940 | 1950 | 1960 | 1970 | 1981 | 1990 | 1992 | 1994 |
| ---- | ---- | ---- | ---- | ---- | ---- | ---- | ---- | ---- | ---- |
| 273  | 257  | 218  | 193  | 198  | 122  | 77   | -    | -    | -    |

| 1996 | 1998 | 2000 | 2002 | 2004 | 2006 | 2008 | 2010 | 2012 | 2014 |
| ---- | ---- | ---- | ---- | ---- | ---- | ---- | ---- | ---- | ---- |
| -    | -    | 125  | 118  | 98   | 106  | 103  | 97   | -    | -    |

## L'Entitat Municipal Descentralitzada

Escut de l'EMD de Sorpe

L'Entitat Municipal Descentralitzada de Sorpe va ser creada el 1971 en haver-se agregat el seu antic municipi al nou d'Alt Àneu. Durant la dictadura del General Franco i els anys immediatament posteriors, fou una entidad local menor o pedania, regida per un alcalde pedani. Més tard, va ser suprimida el 1992, i es va tornar a crear el 23 de febrer del 1999 per Decret de la Conselleria de Governació de la Generalitat de Catalunya, després d'un Edicte de l'Ajuntament d'Alt Àneu de 3 de març del 1998.
Com està previst en la legislació municipal vigent en l'actualitat, els pobles constituïts en Entitat Municipal Descentralitzada (EMD) elegeixen, alhora que l'alcalde i regidors del seu municipi, un president d'EMD. En el cas d'Àreu, aquesta figura ha estat coberta fins ara per:
- Etapa 1979 - 1992:
  - Francesc Sastrada i Nat (1979 - 1987)
  - Joan Riu i Costansa (1987 - 1992)
- Etapa 1999 - actualitat:
  - Josep Antoni Manresa i Abad (1999 - 2003)
  - Josep Maria Costansa i Abadia (2003 - 2007)
  - Montserrat Barado i Riu (2007 - 2011)
  - Maria Àngels Barado i Riu (2011 - actualitat)

## Llocs d'interès

### Històric
- Castell de Portaran

## Activitat econòmica
L'activitat econòmica tradicional de Sorpe estava basada en una agricultura d'autoconsum, les pastures per al bestiar oví i boví, amb algunes cabres, i l'explotació de la Mata de Sorpe, extens bosc del terme del poble de Sorpe.